# Ontwenningskliniek

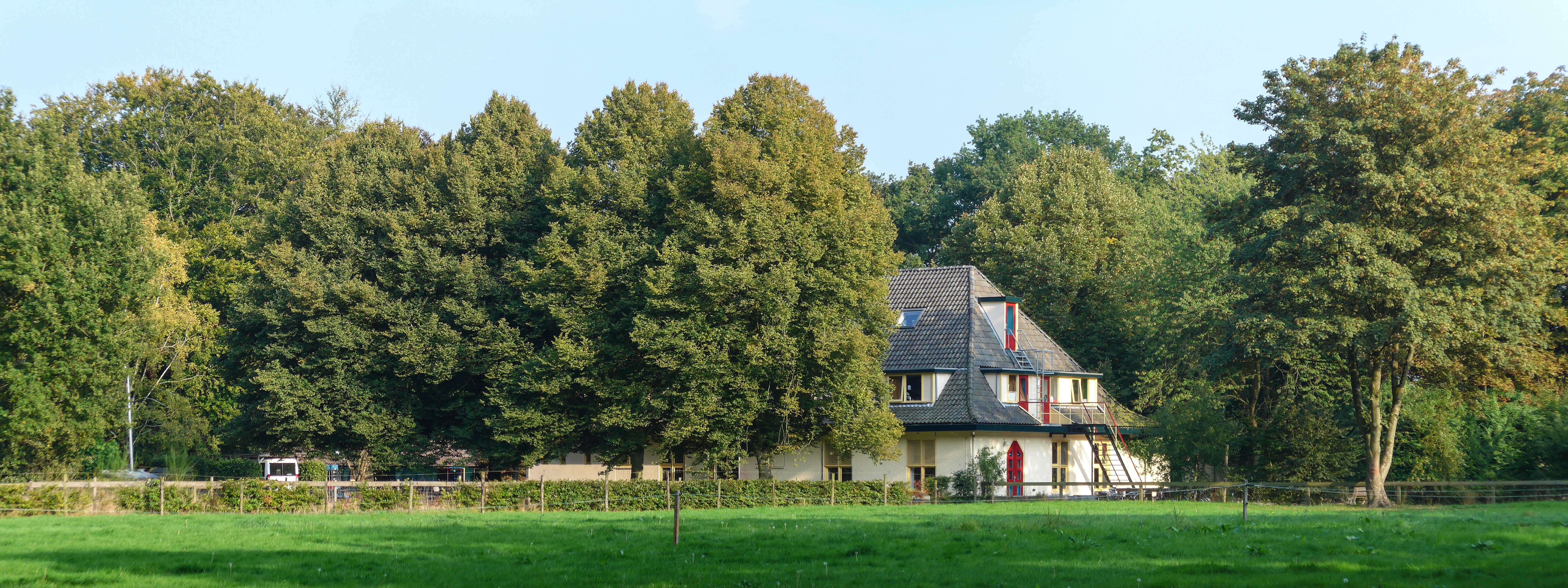
De Breegweestee in Eelde, gebouwd in de eerste jaren van de Tweede Wereldoorlog door de Luftwaffe, is nu een provinciaal monument dat als ontwenningskliniek werd ingericht.

Een ontwenningskliniek is een instelling voor verslavingszorg, die mensen helpt om van een verslaving af te komen. 

## Verslaving
Een verslaving kan omschreven worden als een onvrijwillige, ongewenste en dwangmatige gewoonte die meestal voortkomt uit achterliggende problemen. Lichamelijk ontwennen kost voor praktisch iedere verslaving een week. Het oplossen van achterliggende problemen kost veel meer tijd. De verslaving is een uiting van dieperliggende problemen die door de verslaafde ervaren worden als onoverkomelijk. Drugs of alcohol worden gebruikt als een middel om de problematiek te ontvluchten, wat echter niet werkt. In die zin is een verslaving dan ook te beschouwen als een psychiatrische ziekte.
Meestal legt een verslaafde een lange weg af voordat hij/zij een ontwenningskliniek bezoekt. In eerste instantie wordt via de huisarts of een Consultatiebureau voor Alcohol en Drugs (CAD) een plan getrokken om het verslavingsprobleem op te lossen.

## Behandeling
Ontwenningsklinieken maken meestal onderdeel uit van instellingen voor geestelijke gezondheidszorg (GGZ). Verblijf in een ontwenningskliniek kan vergeleken worden met een retraite in een klooster: alle banden met de eigen, vertrouwde omgeving worden voor langere tijd verbroken. De duur van een verblijf varieert van 1 tot 9 maanden (opname na terugval niet meegerekend). In die periode wordt een programma gevolgd dat hoofdzakelijk gestoeld is op gedragstherapeutische beginselen. 
Het sociale en persoonlijke leven speelt zich af in een soort micro-maatschappij. Er wordt veel structuur en veel therapie geboden. Structureel worden ervaringen in groepsverband en met psychologen geëvalueerd. Met de juiste instelling kan een dergelijk verblijf heilzaam werken doordat de verslaafde zich bewust wordt van de wijze waarop deze omgaat met soms moeilijke situaties, en daardoor inzicht krijgt in de eigen persoonlijkheid, en bovenal eigenwaarde. 
Naarmate de therapie vordert, verdwijnt de verslaving uit beeld en komt de achterliggende problematiek meer in beeld. Meestal is dit een emotioneel proces dat alle zenuwen blootlegt. In veel gevallen zou dit proces ook moeten leiden tot andere vormen van therapie. 
Achterliggende problemen kunnen onder meer zijn: 
- seksueel misbruik op jeugdige leeftijd;
- onverwerkte trauma's;
- rouwprocessen;
- mishandeling.

## Resultaten
De verslavingszorg is over het algemeen primair gericht op gedragsaanpassing. Het behandelen van de achterliggende problematiek schiet vaak tekort, waardoor de slagingskans van deze therapievorm gering is. Bovendien is het ook nodig nadien het leven volledig om te gooien zodat men niet meer met de verslaving in aanraking komt, bijvoorbeeld een baanwijziging (barman of ober is geen goede baan voor iemand met een alcoholprobleem), een verhuizing (niet meer in een buurt wonen waar gedeald wordt) een andere opleiding, studie of studiestad (als bij die bepaalde opleiding traditioneel veel gedronken wordt), het niet meer lid zijn van een vereniging waar veel wordt gedronken (studentenvereniging, bepaalde sporten), een andere vriendenkring. Ook dit aspect wordt vaak uit het oog verloren, omdat daarmee de weinige overblijvende vastigheid overboord wordt gegooid, omdat men het contact met familie en vrienden niet kwijt wil raken, of omdat het financieel of praktisch niet tot de mogelijkheden behoort.
Veel cliënten worden ook voortijdig ontslagen uit de kliniek omdat ze de keuze hebben gemaakt om terug te vallen in hun oude gewoonte. De "geslaagden" komen terug in de maatschappij met een rugzakje vol middeltjes om de verslaving te bevechten, en een deel van hen valt na kortere of langere tijd opnieuw terug in de verslaving. Vaak ziet men een beeld van herhaaldelijk afkicken en terugvallen. Een klein deel slaagt erin permanent vrij te blijven van de verslaving. 
De aanwezigheid van ernstig verslaafden in het straatbeeld wordt als een maatschappelijk probleem ervaren, omdat het passanten confronteert met de kwetsbaarheid van het menselijk bestaan. Bovendien zijn veel verslaafden niet in staat een eigen inkomen te verkrijgen dat voldoende is voor levensonderhoud en de verslaving zelf. Het gevolg is armoede, overlast en strafbaar gedrag.
Dat is wellicht de reden dan ontwenningsklinieken zich primair richten op het aanpassen van ongewenst gedrag, in plaats van de onderliggende problemen aan te pakken. Bovendien kunnen mensen niet gedwongen worden in de kliniek te blijven waardoor ze wanneer de directe verslavingsproblematiek is bedwongen en de onderliggende problemen bovenkomen snel geneigd zijn de makkelijke weg te kiezen en terug te keren naar de verslaving.